# Bajonettverschluss

Prinzipskizze eines Bajonettverschlusses

Vor und nach dem Verbinden

Ein Bajonettverschluss ist eine schnell herstell- und lösbare mechanische Verbindung zweier zylindrischer Teile in ihrer Längsachse. Die Teile werden durch Ineinanderstecken und entgegengesetztes Drehen verbunden und so auch wieder getrennt.

## Funktionsweise
Das Teil, das über das andere geschoben wird, besitzt einen Längsschlitz, an dessen Ende sich rechtwinklig ein kurzer Querschlitz ansetzt. Das andere Teil besitzt dagegen einen Knopf, der in den Querschlitz eingeführt wird und dann die feste Verbindung bewirkt.
Die Verbindung erfolgt über eine Steck-Dreh-Bewegung: Die beiden zu verbindenden Teile werden ineinandergesetzt; annähernd senkrecht zur Steckrichtung sind in beiden Teilen an der Verbindungsstelle längliche Erhebungen angebracht. Diese laufen jedoch nicht rundum, sondern sind unterbrochen (sonst wäre das Ineinanderstecken nicht möglich). Da die Erhebungen nun leicht schräg in der Ebene senkrecht zur Steckrichtung liegen, werden durch eine Drehbewegung beide Teile gegeneinandergepresst. Der Bajonettverschluss arbeitet also wie ein Gewinde. Manchmal (zum Beispiel bei Kamera-Objektiven) wird zur Sicherung der Verbindung zusätzlich eine Raste verwendet. Alternativ zum Verfahren der ineinandergreifenden Schienen kann auch eine entsprechend geformte Einbuchtung am einen und eine Ausbuchtung am anderen Teil verwendet werden (zum Beispiel bei BNC-Steckverbindern).

## Geschichte
Sehr frühe Bajonettverschlüsse finden sich bei einer griechischen Bronzelampe aus dem 7. oder 6. vorchristlichen Jahrhundert, einem keltischen Goldreif aus dem 5. vorchristlichen Jahrhundert sowie – häufiger – bei Parfümfläschchen der  griechischen Klassik und des Hellenismus.
Namensgebend wurde der Bajonettverschluss dazu benutzt, um das Bajonett (französisch, nach der Stadt Bayonne), eine am vorderen Teil des Gewehres angebrachte Stoßwaffe, fest mit dem Gewehr zu verbinden. So konnte im Bedarfsfall (zum Beispiel beim Nahkampf) das Bajonett mittels des Bajonettverschlusses „aufgepflanzt“ werden; hierfür gibt es einen eigenen Befehl: „Das Seitengewehr pflanzt auf!“.

## Verwendung

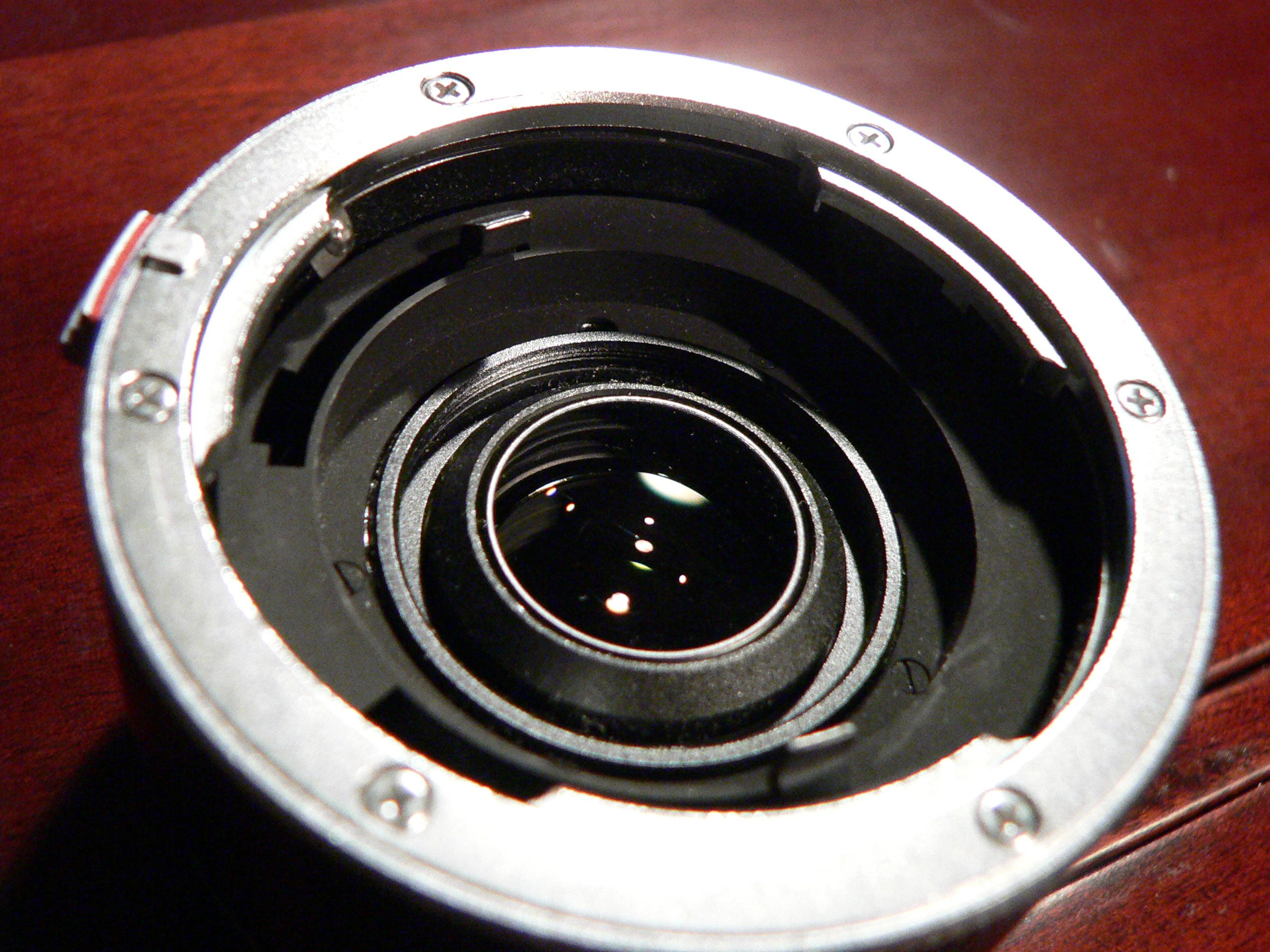
Bajonettverschluss an einer Kamera

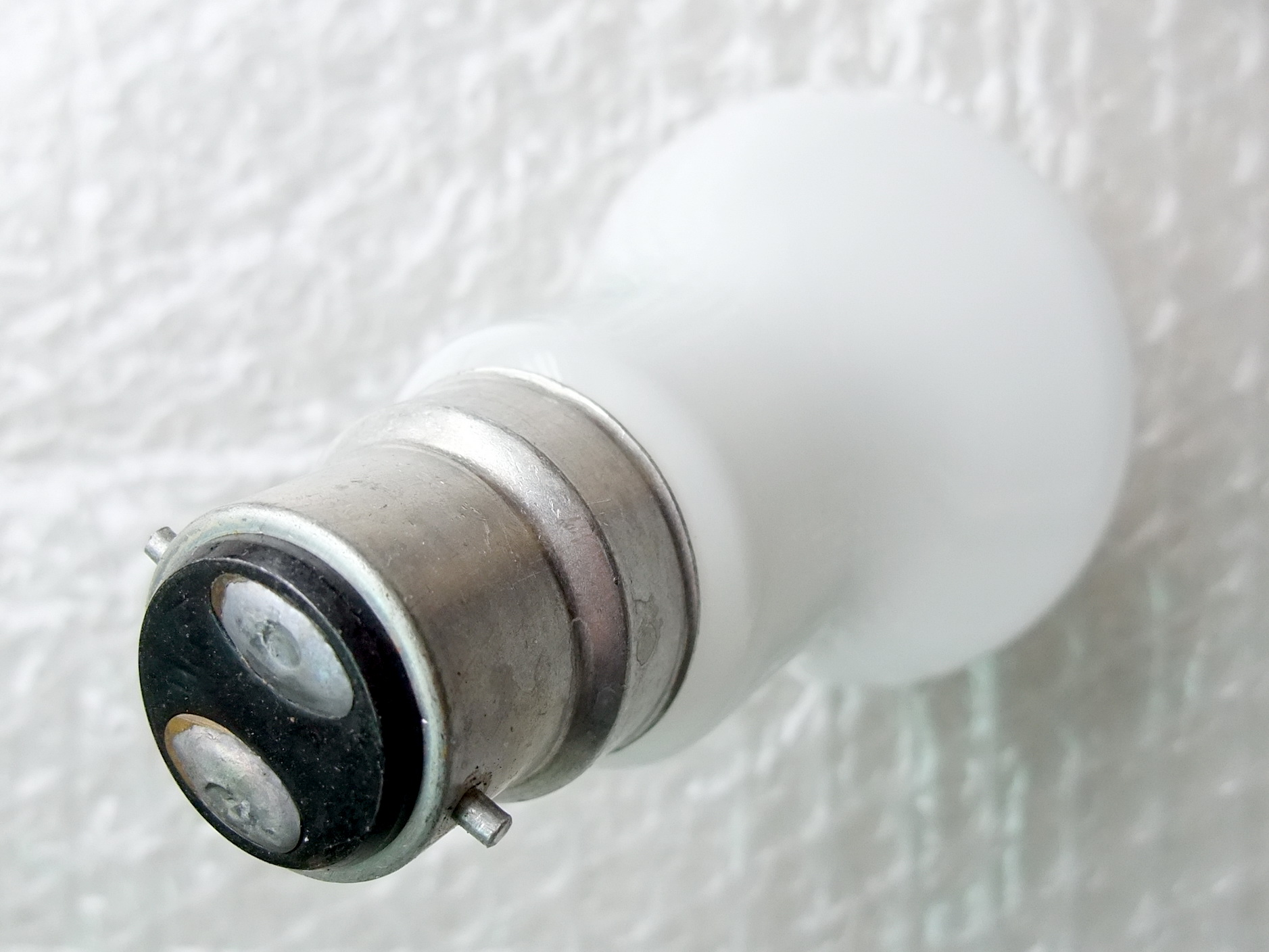
Bajonettverschluss am Sockel einer Lampe

Die Funktionsweise von Bajonettverschlüssen orientiert sich an der Art der Verbindung, mit der ursprünglich Bajonette am Gewehr befestigt wurden. Die Verschlussbewegung selbst erinnert entfernt an die Repetierbewegung des Gewehrverschlusses nach Mauser (Enfield etc.).
Bajonettverschlüsse finden sich heute beispielsweise an:
- Wechselobjektiven von fotografischen Kameras, siehe Objektivbajonett
- Steckverbindungen für Kabel (BNC-Steckverbinder, ST-Stecker)
- Verpackungen von CDs und DVDs (Cakebox)
- Espresso-Maschinen
- Glühlampen an Kraftfahrzeug-Scheinwerfern
- Speziallampen
- Tankdeckeln von Kraftfahrzeugen
- Halsketten

Auch die Schlauchkupplungen bei genormten deutschen Feuerwehrschläuchen sind ausschließlich mit einem Bajonettverschluss-Prinzip zusammenzukuppeln. Das hier eingesetzte Kupplungssystem heißt Storz-Kupplung.
In Großbritannien und einigen Ländern des Commonwealth of Nations sind zum Anschluss von Glühlampen (220/230 V) auch B22d-Bajonettsockel neben E27-Drehsockeln verbreitet.
Eine ausführliche Beschreibung zur Verwendung in Lampen siehe Bajonettsockel.